# Stor rosetmos
Stor rosetmos (Rhodobryum roseum) er et ret almindeligt mos i Danmark i skove og krat. Det videnskabelige navn roseum kommer af det gamle latinske ord for rose, rosa.